# Барциковский, Казимеж
Казимеж Барциковский (в русскоязычных источниках иногда Барчиковский, пол. Kazimierz Barcikowski; 22 марта 1927, Зглехув, Варшавское воеводство (II Речь Посполитая) — 10 июля 2007, Варшава), — польский государственный и политический деятель времён ПНР, член Политбюро ЦК ПОРП. Соавтор Августовских соглашений 1980. Единомышленник и сподвижник Войцеха Ярузельского.

## Крестьянский активист
Родился в семье зажиточного крестьянина из гмины Сенница Миньского повята. Воспитывался в духе традиционной деревенской патриархальности и польских национальных традиций. Начальное образование получил в родной деревне. В 1940 поступил в частный колледж в Миньске-Мазовецки. Учёбу пришлось прервать из-за немецкой оккупации. В 1943—1945 воевал против оккупантов в рядах Армии Крайовой.
После окончания войны вступил в Союз сельской молодёжи. Состоял в Польской крестьянской партии Миколайчика. С 1949, после принудительного слияния крестьянских партий в единую — член Объединённой крестьянской партии (ОКП).
С 1946 состоял также в Союзе польской молодёжи, ориентированном на коммунистическую ППР. Занимал секретарские посты в Лодзи, Быдгоще и центральном аппарате организации.
В 1949 окончил сельскохозяйственное училище в Лодзи, получил специальность инженера-агронома. В 1962 защитил докторскую диссертацию по экономике на тему ценообразования в сфере производства минеральных удобрений.

## Партийная карьера
В 1953 вступил в ПОРП. Занимал различные посты в партийном аппарате. В 1965—1968 был заместителем заведующего организационным отделом ЦК и редактором партийного бюллетеня Życia Partii. В 1968—1970 — первый секретарь воеводского комитета ПОРП в Познани.
Рабочие протесты на Балтийском побережье зимой 1970/1971 привели к смене высшего руководства ПОРП и ПНР. В частности, с декабря 1970 Казимеж Барциковский был избран секретарём ЦК ПОРП. В январе 1971 он сопровождал нового главу партии Эдварда Герека при его поездке в Щецин и переговорах с забастовочным комитетом.
При его участии в 1971 был принят закон о бесплатном здравоохранении на селе, в 1977 — закон о пенсиях для сельского населения.
16 февраля 1974 назначен министром сельского хозяйства ПНР. Занимал этот пост до 17 декабря 1977, когда был переведён на должность первого секретаря Краковского воеводского комитета ПОРП (сменил Юзефа Класу). 18 февраля 1980 занял пост вице-премьера ПНР. Возглавлял депутатский клуб (парламентскую фракцию) ПОРП в Сейме (депутат с 1965 по 1989). Являлся также представителем ПНР в СЭВ и сопредседателем совместной комиссии представителей правительства ПНР и польского католического епископата.

## Соавтор Щецинского соглашения
В августе 1980 года Польшу охватило мощное забастовочное движение. Партийно-государственное руководство во главе с Гереком было вынуждено пойти на переговоры с забастовщиками. Барциковский был направлен в Щецин. Оценив беспрецедентность ситуации, он начал действовать на своё усмотрение, информируя Политбюро задним числом. Он с самого начала осознал неизбежность уступок и неотвратимость создания в Польше независимых профсоюзов. О силовом подавлении протестов для него на этот момент не могло быть речи. Однако Барциковский предпринял серьёзные усилия, чтобы поставить новое профдвижение под контроль ПОРП и правительства.
Он умело провёл переговоры с Межзаводским забастовочным комитетом (MKS) Мариана Юрчика. Опасаясь повторения событий декабря 1970, он постарался вести равноправный диалог. При этом вице-премьер пытался (не всегда безуспешно) внести раскол в среду забастовщиков: членов Щецинского MKS называл «представителями настоящего рабочего класса», противопоставляя «хулиганам» из Гданьского MKS. Станислав Вондоловский, рабочий активист и соратник Юрчика, характеризовал Барциковского как «умного и хитрого» противника.
Пользуясь недоверием Юрчика к интеллигенции, Барциковский через партийных юристов полностью контролировал правовое оформление договорённостей. Зная католическую религиозность Юрчика, он вышел на связь с епархиальным епископом Казимежем Майданьским и убедил его воздействовать на MKS с целью прекращения забастовки. Сыграл Барциковский и на стремлении Юрчика подписать соглашение первым, раньше Леха Валенсы. Угрозы Барциковского уехать, прервав переговоры, оказывались эффективны.

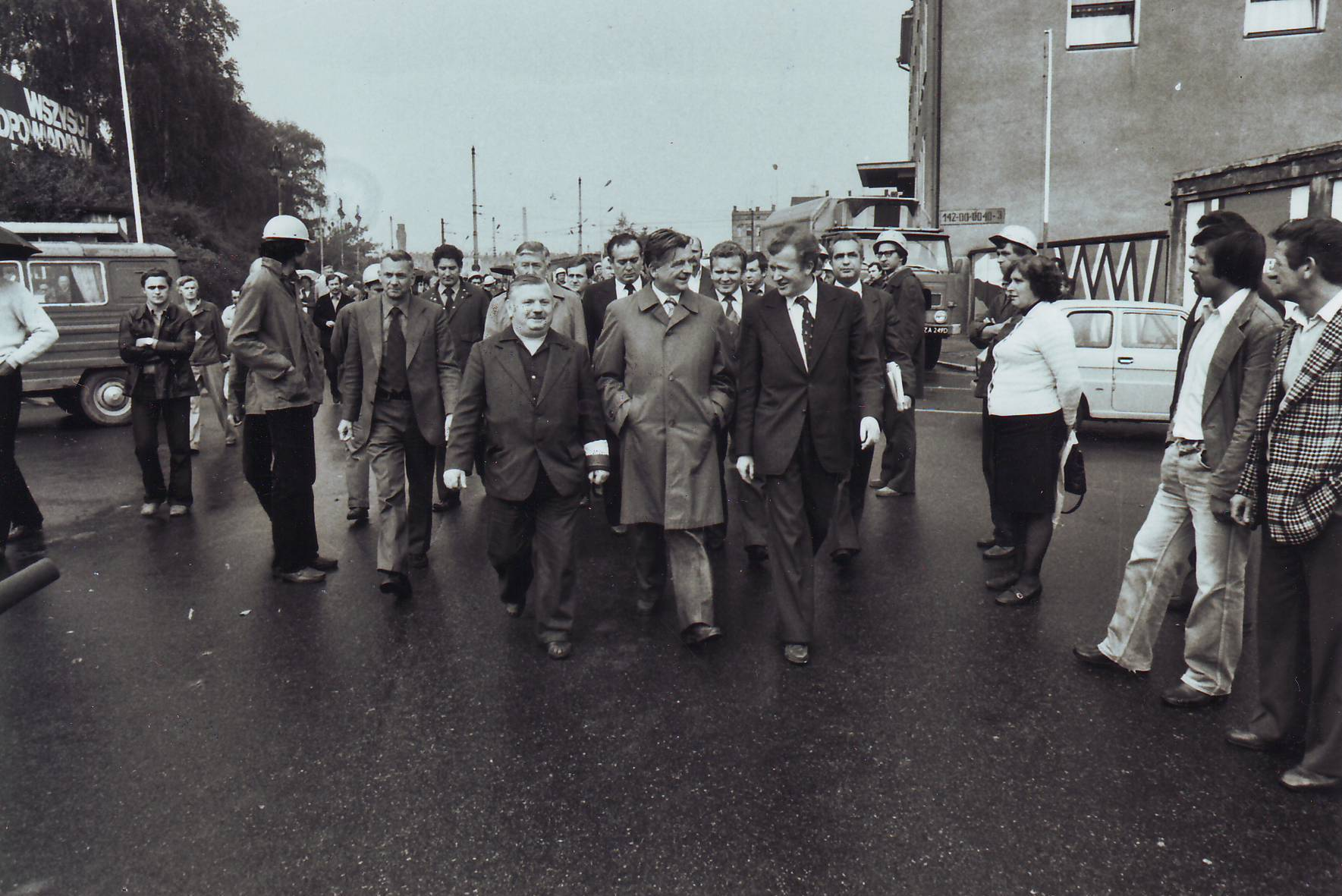
Правительственная делегация покидает Щецин после подписания соглашения, в центре — К. Барциковский

30 августа 1980 Барциковский и Юрчик подписали Щецинское соглашение, предусматривавшее создание в Польше независимых профсоюзов — первый акт такого характера в Восточной Европе с конца 1940-х годов. Щецинский документ был подписан на день раньше всемирно известного Гданьского соглашения Леха Валенсы с вице-премьером Мечиславом Ягельским. При этом из всех «Августовских документов» Щецинское соглашение было составлено в наиболее умеренных формулировках. Это тоже было отмечено как особый успех Барциковского. Но впоследствии он признавал, что никак не предвидел, во что разовьётся независимое профдвижение Польши.
Осенью 1980 года Барциковский возглавлял правительственную делегацию в совместной комиссии с забастовочным комитетом Щецина. Со стороны властей делались попытки подчинить или коррумпировать новые профсоюзы (устройство банкетов, оплата межгородских поездок), что оказалось безуспешным. Впоследствии Барциковский отмечал трудности переговоров с Юрчиком, убеждённым антикоммунистом, проникнутым классовой ненавистью к номенклатуре. В то же время симпатизирующие Барциковскому источники утверждают, что он понимал правоту забастовщиков и искренне стремился договориться с ними.
Действия Барциковского в Щецине получили высокую оценку руководства страны. Он оказался первым из руководителей ПНР, которому удалось добиться прекращения забастовки. 6 сентября 1980 он был кооптирован в политбюро ЦК ПОРП. 8 октября 1980 он был освобождён от поста вице-премьера и вошёл в состав Государственного совета ПНР. Однако тогда же в руководстве ПОРП усилилась жёсткая линия и он был отодвинут от переговоров.

## В окружении Ярузельского
Казимеж Барциковский полностью поддерживал политический курс генерала Войцеха Ярузельского, принадлежал к кругу его неформальных советников. Жёстко отстаивал монополию власти ПОРП, однако продолжал выступать за компромиссный курс, резко осуждая догматизм «партийного бетона» типа Катовицкого партийного форума. Закулисно поддерживал «горизонтальные структуры» типа краковской «Кузницы». Анонимные «бетонные» авторы в листовках группировки ROSO обвиняли Барциковского в планах установления «аграристской диктатуры крестьян-единоличников» и приписывали ему руководство заговором придуманной «Большой пятёрки» — якобы состоящей из «псевдоинтеллектуала Шаффа», «провокатора Верблана», «иноагента Куроня», «жестокого эстебака Шляхцица» и «способного на всё Класу».
13 декабря 1981 Барциковский однозначно и решительно поддержал введение военного положения. На январском заседании воеводского комитета ПОРП и администрации Гданьска он прямо заявил от имени партийного аппарата: «Нам не удалось справиться с ситуацией. Армии пришлось взять на себя ответственность за судьбу страны».
На протяжении 1980-х годов Казимеж Барциковский принадлежал к высшему руководству ПОРП и ПНР и правящей группе генерала Ярузельского, которая неофициально именовалась «Директорией». Участвовал в подготовке и реализации ключевых политических решений. При этом считался представителем «реформаторского крыла» ПОРП, противостоявшего «партийному бетону» (Мирослав Милевский, Тадеуш Грабский, Стефан Ольшовский, Богуслав Стахура). Поддержал отмену военного положения летом 1983, предпочитая социальное и политическое маневрирование прямому «бетонному» насилию.
6 ноября 1985 занял пост заместителя председателя Госсовета (председателем являлся В. Ярузельский). С 1986 возглавлял Всепольский грюнвальдский комитет — проправительственную организацию, культивировавшую традиции Грюнвальдской битвы и польской воинской славы. Эта структура была задумана как инструмент проникновения властей в национал-патриотические круги, но не обрела широкой популярности.

## Отставка
После новой забастовочной волны 1988 года, Круглого стола и победы «Солидарности» на «полусвободных» выборах 1989 года в стране начался процесс смены общественно-политического строя. 19 июля 1989 он оставил пост в Госсовете, 29 июля 1989 был выведен из состава политбюро ЦК ПОРП.
В дальнейшем не принимал участия в политике. Публиковал под псевдонимом газетные статьи о положении в польском сельском хозяйстве. В 1998 издал книгу мемуаров U szczytów władzy (На вершинах власти), в которой подчёркивал роль и значение «реформаторской» части ПОРП.
Скончался в возрасте 80 лет и был похоронен на кладбище Воинские Повонзки.